# Waldemar Cierpinski
Waldemar Cierpinski (Neugattersleben, República Democràtica Alemanya 1950) és un atleta alemany, ja retirat, escpecialista en marató i guanyador de dues medalles olímpiques d'or.

## Biografia
Va néixer el 3 d'agost de 1950 a la ciutat de Neugattersleben, població situada a l'estat de Saxònia-Anhalt, que en aquells moments formava part de la República Democràtica Alemanya (RDA) i que avui dia forma part d'Alemanya. Està casat amb la també atleta Maritta Politz.

## Carrera esportiva
Waldemar Cierpinski competí per l'antiga República Democràtica Alemanya. Començà en proves d'obstacles però el 1974 decidí participar en marató. No era gaire conegut quan participà en els Jocs Olímpics de 1976, però aconseguí la medalla d'or en superar l'americà Frank Shorter per 51 segons. Fou quart al Campionat d'Europa de 1978, però als Jocs de Moscou 1980 tornà a guanyar la medalla d'or per davant del neerlandès Gerard Nijboer, repetint la gesta de guanyar dues maratons olímpiques consecutives del llegendari Abebe Bikila. Cierpinski fou tercer al Campionat del Món d'atletisme de 1983. No va tenir l'opció de defensar el títol olímpic a Los Angeles 1984 pel boicot dels països comunistes a l'esdeveniment.
Waldemar Cierpinski és actualment membre del Comitè Olímpic Alemany. Des del 2007 és membre honorari del SG WiP Goettingen 06.